# Gösta Lindblad
Gustaf "Gösta" Fredrik Lindblad, född 4 mars 1888 i Nässja socken, död 23 februari 1970 i Halmstad, var en svensk lärare.
Gösta Lindblad var son till lantbrukaren och ingenjören Carl Otto Lindblad. Han avlade mogenhetsexamen i Helsingborg 1906 och studerade därefter vid Lunds universitet där han blev filosofie kandidat 1910, filosofie magister 1912, filosofie licentiat 1914 och filosofie doktor 1919. Lindblad var extraordinarie amanuens vid Lunds universitetsbibliotek 1912–1915 samt medarbetare i Svenska akademiens ordbok 1914–1916. Han tjänstgjorde 1919–1921 som lärare vid Lunds privata elementarläroverk och Lunds fullständiga läroverk för flickor, utnämndes 1920 till lektor i Hudiksvall och var 1921–1930 rektor för Eslövs högre samskola. 1930 blev han lektor i Halmstads högre allmänna läroverk. Lindblad var inspektor för yrkesundervisningen i Eslöv 1923–1931, ordförande i Eslövs gymnastikförbund 1921–1931, ledamot av styrelsen för Skånes gymnastikförbund 1928–1931, från 1934 var han ordförande i Halmstads humanistiska förbund och från 1937 ordförande i styrelsen för Centralbiblioteket för Hallands län. Lindblad publicerade doktorsavhandlingen Abraham Sahlstedt och den svenska substantivböjningen, Läsebok i svensk litteratur för kommunala mellanskolor (1926) samt Svensk litteratur efter 1900 (1929), var utöver han utgav ett flertal skolupplagor av svenska författare. Han var redaktör för tidskriften Rotary-Norden 1942–1944 och åter från 1945.